# Eparquia de Kalyan
A Eparquia de Kalyan (Latim:Eparchia Callianensis) é uma eparquia pertencente a Igreja Católica Siro-Malabar com rito Siro-Malabar. Está localizada na cidade de Kalyan, no estado de Maarastra, pertencente a Arquidiocese de Bombaim na Índia. Foi fundada em 1988 pelo Papa João Paulo II. Com uma população católica de 66.900 habitantes, possui 101 paróquias com dados de 2020.

## História
Em 30 de abril de 1988 o Papa João Paulo II cria através do território da Arquidiocese de Bombaim a Eparquia de Kalyan. Desde sua fundação em 1988 pertence a Igreja Católica Siro-Malabar, com rito Siro-Malabar.

## Lista de eparcas
A seguir uma lista de bispos desde a criação do eparquia em 1988.
|                   | Nome                      | Período           | Notas                           |
| Eparcas de Kalyan | Eparcas de Kalyan         | Eparcas de Kalyan | Eparcas de Kalyan               |
| ----------------- | ------------------------- | ----------------- | ------------------------------- |
| 2º                | Thomas Elavanal, M.C.B.S. | 1997 - atual      |                                 |
| 1º                | Paul Chittilapilly        | 1988 - 1997       | Nomeado eparca de Thamarasserry |